# Ingeborg Martin

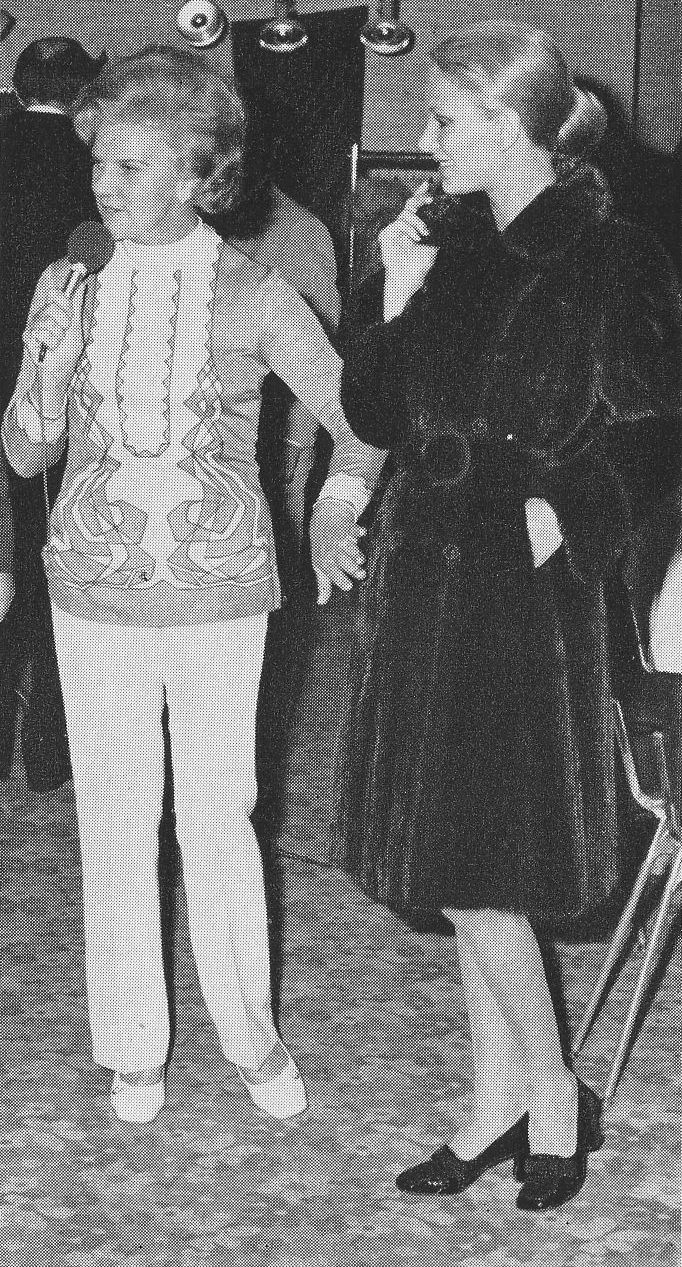
Ingeborg Martin (rechts) im Jahr ihrer Wahl zur Miss Germany anlässlich der Neueröffnung eines Münchener Pelzkonfektionärs

Ingeborg Martin (* im 20. Jahrhundert) ist eine ehemalige deutsche Schönheitskönigin sowie Fotomodell.  
1973 wurde das Fotomodell in München als angebliche Studentin unter dem Pseudonym Ingeborg Braun zur Miss Germany gekrönt.
Unter dem Namen Irmgard Braun beteiligte sie sich im Oktober 1973 an der Miss International in Osaka, wo sie das Halbfinale erreichte, und nahm am 23. Januar 1974 in Kitzbühel an der „Miss Europe 1973“ teil.